# British Home Stores

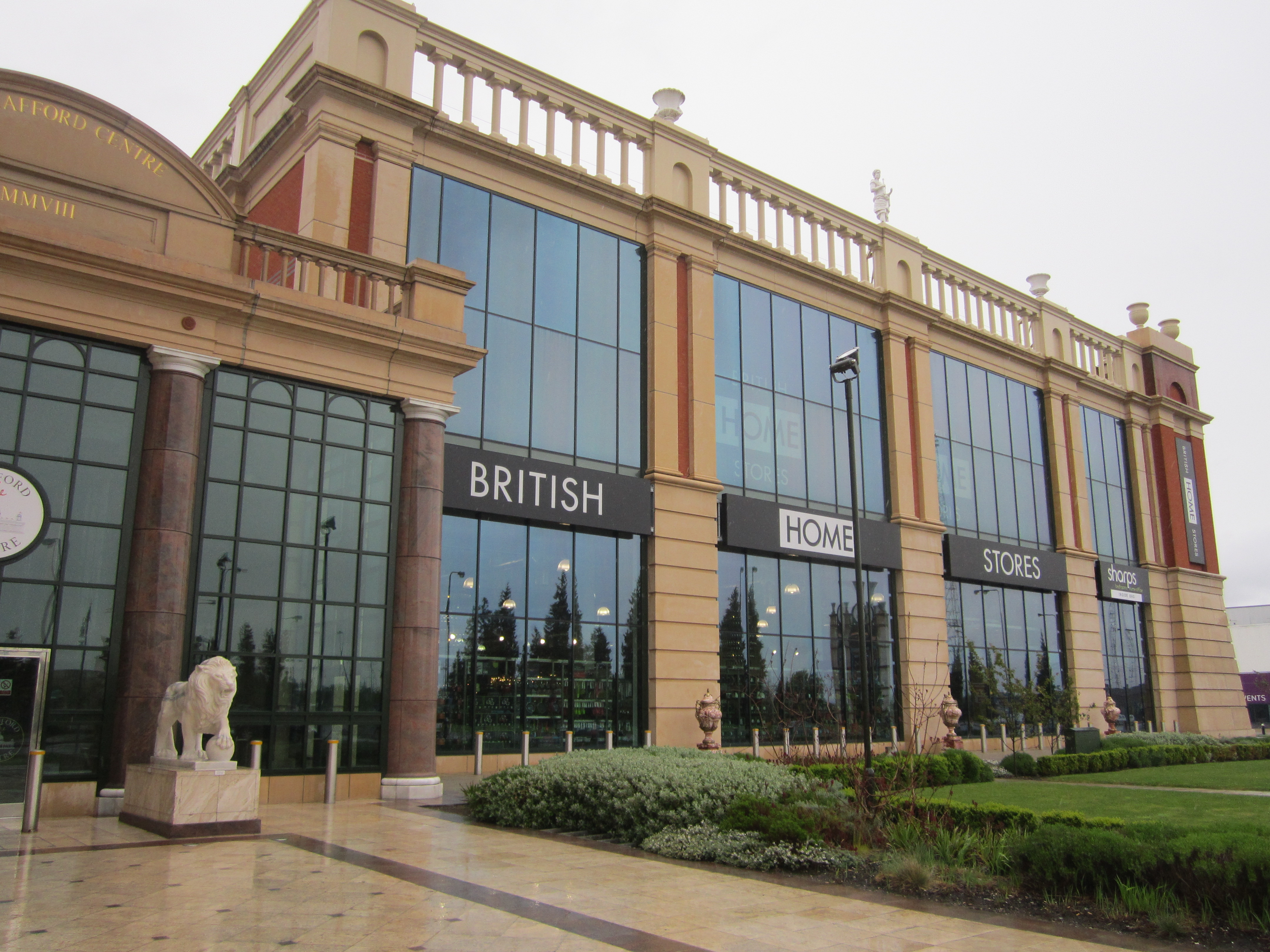
Trafford Centre.

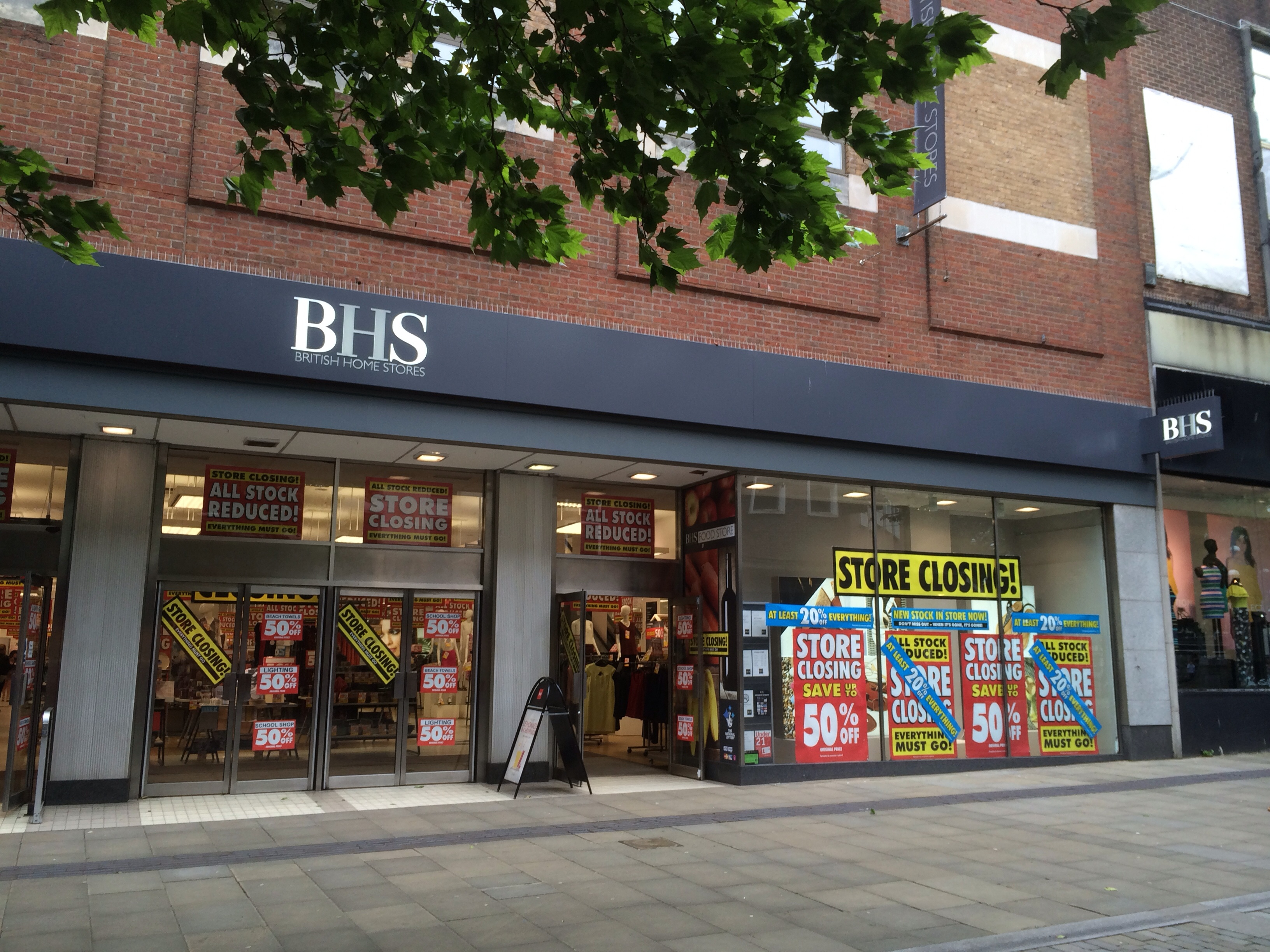
BHS a Swansea.

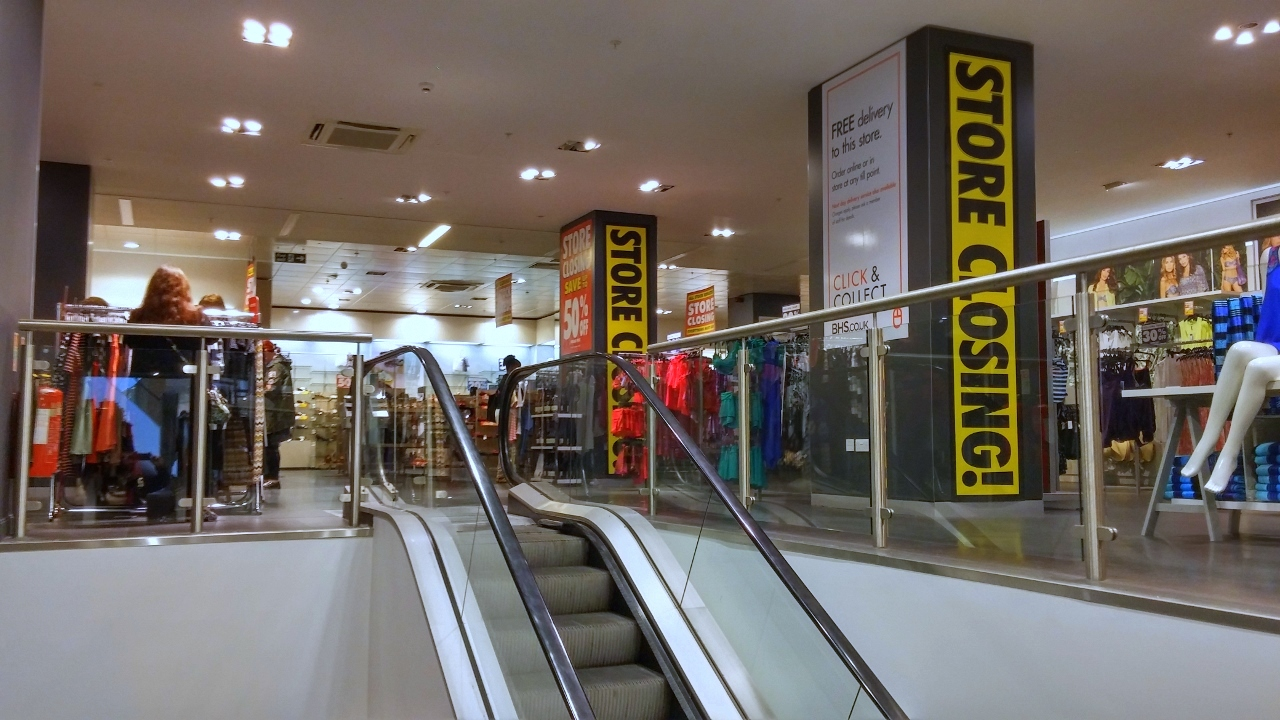
BHS a Leeds.

British Home Stores, comunemente abbreviata in BHS e in seguito legalmente BHS Ltd, è stata una catena di grandi magazzini britannici, che vendeva principalmente abbigliamento e articoli per la casa. Negli ultimi anni, la società iniziò ad espandersi nel settore dell'arredamento, dell'elettronica, dell'intrattenimento, della convenienza e dei profumi e dei prodotti di bellezza.

## Storia
La società è stata fondata nel 1928 da un gruppo di imprenditori americani. Il primo negozio è stato aperto nel quartiere Brixton di Londra. La società si espanse in altre città del paese negli anni seguenti. Le sedi delle filiali erano generalmente le principali vie dello shopping e successivamente anche i centri commerciali più grandi.
Nel 1933, le azioni della società furono quotate in borsa. Dopo la guerra, l'azienda si espanse con successo, soprattutto negli anni '60 e '70. Le prime difficoltà sorsero negli anni '80. L'immagine è stata rivista e il valore della gamma di prodotti è aumentato.
Nel 2000 Philip Green ha acquisito tutte le azioni di BHS, che in precedenza faceva parte dell'indice FTSE 100. La società è stata inserita nel suo Arcadia Group. Tuttavia, lo sviluppo fu deludente. Il modello commerciale e l'aspetto della catena di vendita al dettaglio sono stati ripetutamente rivisti. Ci sono stati anche cambiamenti nella gestione. Dopo diversi anni di perdite, nel 2015 Philip Green ha ceduto l'azienda per un valore simbolico di £ 1. Dietro il nuovo proprietario, Retail Acquisitions Ltd, diversi investitori finanziari erano guidati da Dominic Chappell, ex pilota automobilistico.
Solo un anno dopo, nell'aprile 2016, la società ha presentato istanza di fallimento dopo i tentativi di vendita falliti. Nell'agosto 2016 le filiali sono state chiuse e le parti ancora vendibili della società sono state liquidate a dicembre.

## Indagini post-collasso
Philip Green è accusato di ritirare beni dalla società e di accumulare debiti fino al crollo della società. Il 20 ottobre 2016, il parlamento ha deciso di incaricare il Comitato per la decadenza degli onori di formulare una raccomandazione sulla negazione del cavalierato di Green. Infine, Green ha pagato £ 363 milioni al trustee per ricaricare il fondo pensione senza riconoscere un obbligo legale.
Anche Dominic Chappell è accusato di cattiva condotta. Avrebbe messo da parte £ 1,5 milioni in contanti poco prima di presentare istanza di fallimento. La società pensionistica britannica aveva anche citato in giudizio TPR Chappell per costringerlo a compensare il fondo pensione BHS. La sua opposizione a una sentenza corrispondente è stata respinta all'inizio del 2020, per cui ha dovuto pagare £ 9,5 milioni al fondo pensione.

## Società subentrante
Al Mana Group del Qatar ha acquisito alcuni beni dalla bancarotta e dal 2017 gestisce un negozio online con la gamma classica della vecchia catena di grandi magazzini con il nome di "British Home Stores". Si fa deliberatamente riferimento alla società precedente, quindi il logo porta scritto "fondato nel 1928". Al Mana Group impiega 3.500 persone e si definisce un conglomerato. Il gruppo comprende oltre 55 aziende in 8 paesi.